# La Boucle
La Boucle es un barrio de la ciudad francesa de Besanzón. Tiene 10.851 habitantes (2014) y forma parte del casco histórico de la ciudad.
- Datos: Q3206776
- Multimedia: La Boucle / Q3206776